# جوليان ريتشاردز
جوليان ريتشاردز (بالإنجليزية: Julian Richards)  (و. 1968  م) هو مخرج أفلام، ومنتج أفلام، وكاتب سيناريو من المملكة المتحدة، وويلز، ولد في نيوبورت.

## التعليم
تعلم في جامعة بورنماوث للفنون ‏.

## وصلات خارجية
- جوليان ريتشاردز على موقع IMDb (الإنجليزية)
- جوليان ريتشاردز على موقع ألو سيني (الفرنسية)
- جوليان ريتشاردز على موقع أول موفي (الإنجليزية)
- جوليان ريتشاردز على موقع قاعدة بيانات الأفلام السويدية (السويدية)
- جوليان ريتشاردز على موقع قاعدة بيانات الفيلم (الإنجليزية)
- جوليان ريتشاردز على موقع كينوبويسك (الروسية)